# Igualdad salarial

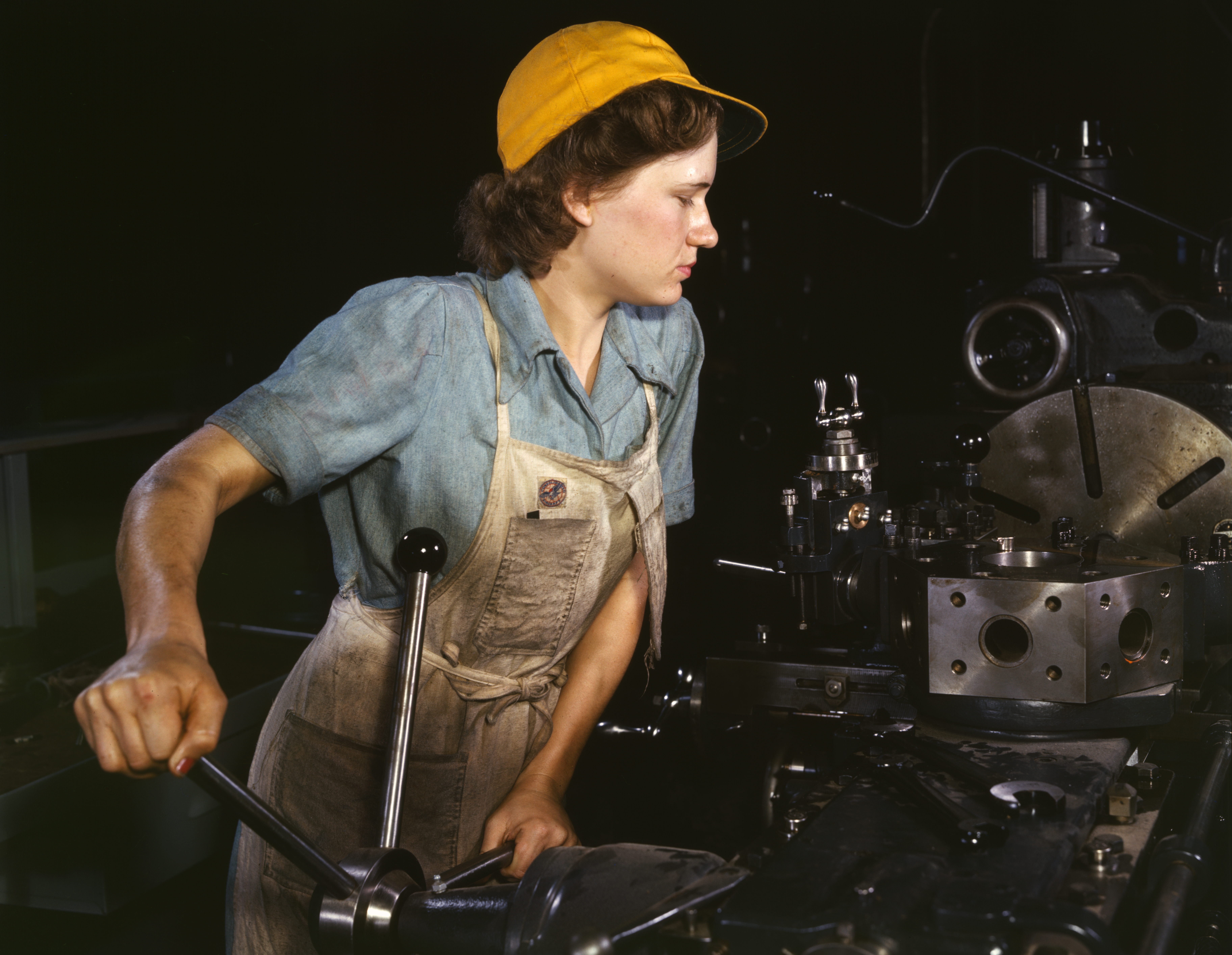
En 1942, durante la Segunda Guerra Mundial, una trabajadora labra piezas en un torno revólver para aviones en la fábrica de Consolidated Aircraft Corporation en Fort Worth, Texas, Estados Unidos. La mujer sufre de una fuerte discriminación salarial: el salario promedio de las mujeres solo alcanza al 72-88% del promedio salarial de los hombres.

La igualdad salarial o igualdad retributiva es el concepto según el cual los individuos que desempeñan trabajos similares (o trabajos con la misma productividad) deben recibir la misma remuneración, sin importar el sexo, raza, orientación sexual, nacionalidad, religión o cualquier otra categoría. Para ello, se parte del principio de igualdad ante la ley. La igualdad salarial viene establecida en el Artículo 7 de Pacto Internacional de Derechos Económicos, Sociales y Culturales recoge la igualdad salarial. El 22 de febrero se celebra el Día Europeo por la Igualdad Salarial.
Habitualmente, el concepto es utilizado en un contexto de discriminación. La igualdad salarial no se refiere únicamente al salario básico, sino también a una amplia gama de beneficios laborales, pagos no salariales, bonos, etc. Dado que la igualdad salarial es difícil de implementar en una sociedad libre, los gobiernos suelen establecer leyes de discriminación positiva que procuran establecer cierta paridad entre quienes son discriminados y quienes no lo son.

## Igualdad salarial como derecho humano
Los derechos económicos, sociales y culturales se consideran derechos humanos. El Pacto Internacional de Derechos Económicos, Sociales y Culturales de 1966 recoge en su artículo 7 la igualdad salarial:

Artículo 70 PIDESC. Los Estados Partes en el presente Pacto reconocen el derecho de toda persona al goce de condiciones de trabajo equitativas y satisfactorias que le aseguren en especial:

a) Una remuneración que proporcione como mínimo a todos los trabajadores:

i) Un salario equitativo e igual por trabajo de igual valor, sin distinciones de ninguna especie; en particular, debe asegurarse a las mujeres condiciones de trabajo no inferiores a las de los hombres, con salario igual por trabajo igual;

ii) Condiciones de existencia dignas para ellos y para sus familias conforme a las disposiciones del presente Pacto;

b) La seguridad y la higiene en el trabajo;

c) Igual oportunidad para todos de ser promovidos, dentro de su trabajo, a la categoría superior que les corresponda, sin más consideraciones que los factores de tiempo de servicio y capacidad;

d) El descanso, el disfrute del tiempo libre, la limitación razonable de las horas de trabajo y las vacaciones periódicas pagadas, así como la remuneración de los días festivos.

## Discriminación salarial
El origen del trabajo femenino puede rastrearse al origen de la industria capitalista, con la incorporación de la maquinaria. Esto se debe a que la fuerza es reemplazada por la máquina, que igualó los niveles de productividad sin importar la contextura física. Así fue que surgió el trabajo femenino e infantil en el capitalismo. Cuando esto se produjo la cantidad de asalariados subió, sometiendo al trabajo así a todos los integrantes de la familia obrera. Marx explica en El Capital cómo la fuerza de trabajo, concentrada en el obrero individual para sostener a toda la familia, ahora se distribuye entre todos sus integrantes desvalorizando el valor de la fuerza de trabajo de cada uno, que es igual al costo de su producción y reproducción. De esa manera varias jornadas laborales reemplazaban a una por el mismo costo empresarial. O sea que, para vivir todos los integrantes de una familia, estos debían trabajar y no se les pagaba por el excedente de trabajo que desempeñaban en relación con uno.
El mercado laboral se ha caracterizado, sin embargo, por diferenciar a trabajadores y trabajadoras por características que no tienen ningún tipo de influencia sobre los niveles de productividad -sexo, etnia, origen, etc.-. De esta manera, la discriminación laboral se define como "una situación en la cual una persona que ofrece servicios laborales y que presenta igual productividad que otro grupo de personas, es tratada de forma desigual por características individuales observables como raza, etnia o género (Altonji & Blank, 1999). Más formalmente, la Organización Internacional del Trabajo (OIT) sostiene que “el término discriminación comprende cualquier distinción, exclusión o preferencia basada en motivos de raza, color, sexo, religión, opinión política, ascendencia nacional u origen social que tenga por efecto anular o alterar la igualdad de oportunidades o de trato en el empleo y la ocupación.” (OIT, 2012, pág. 8)."
A pesar del aumento de las regulaciones con el fin de disminuir las discriminaciones laborales, este continúa siendo un fenómeno persistente. De acuerdo a un informe de la OIT “la discriminación es aún un problema común en el lugar de trabajo. Mientras algunas formas de discriminación pueden haber caído, muchas se mantienen, y otras han adoptado nuevas formas, o menos visibles”. En la actualidad, ésta aún existe incluso en su forma más reconocida, como la discriminación a las mujeres. A pesar del creciente aumento en el número de mujeres participando en el mercado laboral, la discriminación laboral hacia este grupo continúa siendo elevada, enfrentando las mujeres mayores tasas de desempleo, a la vez que se ocupan en empleos con menores pagas y una inferior protección laboral. Existen otras fuentes de discriminación persistentes en el mercado de trabajo, como por razones étnicas -que se ha visto incrementada por la globalización y el desplazamiento de trabajadores hacia otras regiones-, religiosas o por edades.

### Tipos de discriminación
Existen 4 formas de discriminación en el mercado de trabajo. Las tres primeras formas de discriminación son consideradas, a su vez, como una “discriminación postmercado” ya que ocurre luego que el individuo comienza su actividad en el mercado laboral y la última, por su parte, es conocida como “discriminación premercado” porque ocurre antes que del ingreso del individuo al mercado laboral.

#### Discriminación salarial
Existe cuando las diferencias salariales entre dos grupos no se deben a diferencias de productividad.
Según un estudio reciente del Instituto Mexicano para la Competitividad (IMCO), entre 2017 y el primer trimestre de 2020, antes de la crisis por COVID-19, una mexicana promedio ganaba 85 pesos por cada 100 que recibía un mexicano promedio. Destaca que al separar por diferentes características como grado de escolaridad o condiciones laborales, las diferencias se mantienen. Sin embargo, son más amplias para las mujeres menos preparadas y que tienen condiciones de empleo más vulnerables (como estar en la informalidad).
En la Argentina las mujeres ganan en promedio un 27,2% menos que los varones. La diferencia salarial en favor de los hombres se observa en todos los niveles de la organización: en el nivel de Gerente General es de 12%, Director de un 9%, Gerente del 6%, Supervisor 4% y en el nivel Analista 7%. Sólo 4 industrias tienen como cabeza de la organización a una mujer.

#### Discriminación en el empleo
Existe cuando, manteniéndose todo lo demás constante, un grupo soporta una mayor carga del desempleo.
Al interior de las empresas, existen también diferencias salariales para cada nivel de puesto. El estudio “Una ambición, dos realidades” de McKinsey encontró que, en una muestra de 50 empresas, en 2018 el salario promedio de una mujer como porcentaje del salario de un hombre era menor en todos los niveles, pero la diferencia aumentaba entre mayor era el nivel del puesto.
En este sentido, se denomina “segregación vertical” al fenómeno que hace referencia a la distribución desigual de hombres y mujeres dentro de los puestos de mayor jerarquía en una empresa. Esto trae como consecuencia la escasa representación femenina en los cargos de mayor poder y prestigio, los cuales son generalmente mejor remunerados que los puestos no jerárquicos. Así, se establece una discriminación por género en cuanto a las posibilidades de ascenso dentro de la empresa, reflejándose esto en su salario.
Según un informe realizado por la Superintendencia de Riesgos del Trabajo en marzo de 2021, los porcentajes de trabajadores argentinos hombres y mujeres presentes en puestos no jerárquicos son relativamente similares entre sí (57,4% y 42,6%, respectivamente) si se los compara con la amplia diferencia porcentual existente en puestos de jefatura y los relacionados con la dirección. Mientras que el 75,6% de los hombres alcanzan roles relacionados con la jefatura, sólo el 24,4% de las mujeres obtienen puestos de esa índole. En esa misma línea, apenas el 37,2% de los cargos directivos son ocupados por personal femenino, liderando este ámbito los hombres con el 62,8% de los puestos.
En Argentina, según el INDEC, la tasa de desocupación en las mujeres es de 10,2% frente al promedio nacional de 9,2%. Con una tasa de desocupación de 9,2%, el nivel de desocupación para los varones de hasta 29 años trepa a 17,2%.

#### Discriminación ocupacional
Existe cuando un grupo (típicamente las mujeres) ha sido excluido total o parcialmente de la práctica de determinadas ocupaciones, concentrando su actividad en otras ocupaciones para las que se encuentran, por lo general, en una situación de sobrecalificación.

#### Discriminación en la adquisición de capital humano
Existe cuando un grupo posee menos posibilidades de acceso a la formación de capital humano, lo que aumentaría su productividad y sus perspectivas salariales.

### Teorías de la discriminación en el mercado de trabajo
La discriminación ha sido teorizada de diversas maneras. Su estudio y análisis tiene como objetivo entender los fundamentos que la explican, permitiendo entonces identificar el origen y las razones por la que se perpetúa. Tres de las teorías reconocidas son: (1) el modelo del gusto por la discriminación, (2) la discriminación estadística y (3) el modelo de la concentración.

#### Modelo del gusto por la discriminación[7]
El modelo del gusto por la discriminación, también conocido como “discriminación por preferencias” fue planteado por Becker en su trabajo “The Economics of Discrimination” (1957). Este modelo es utilizado mayormente para explicar las disparidades salariales sobre todo a nivel de brechas de género, pero es generalizable para discriminaciones que surgen por otros motivos.
Parte de la existencia de prejuicios y de la disposición por parte de los empresarios a reducir sus ingresos y utilidades con el fin de satisfacer dichos prejuicios. De esta manera, se supone la existencia de un grupo mayoritario y uno minoritario, que recibe comparativamente menores remuneraciones. Esto es así debido a que los empresarios poseen prejuicios sobre determinadas características personales del grupo minoritario, típicamente el género o la etnia.

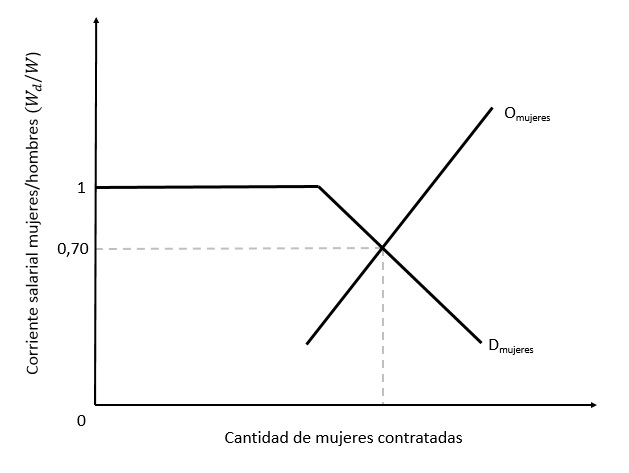
Ejemplo gráfico del modelo del gusto por la discriminación

El autor plantea la existencia de un coeficiente de discriminación {\displaystyle {\bigl (}d{\bigr )}} asociado a los costos no económicos de contratar al trabajador del grupo minoritario (sus prejuicios). Los trabajadores pertenecientes al grupo discriminado deberán aceptar un estipendio menor para compensar el valor de {\displaystyle {\bigl (}d{\bigr )}}. De esta forma, los trabajadores pertenecientes a este grupo sólo serán contratados si su salario es inferior al del resto de los trabajadores en un valor al menos tan grande como {\displaystyle {\bigl (}d{\bigr )}}, es decir que un trabajador discriminado será contratado si y sólo si:
{\displaystyle W_{d}=W-d}
Por ejemplo, si el salario del mercado asciende, en promedio, a 100 pesos y el coste (personal) que tiene para el empleador contratar mujeres es de 30, las mujeres serán contratadas únicamente si aceptan un sueldo que no supere los 70 pesos. Cuanto mayor sea el factor de discriminación, mayor serán las diferencias salariales entre los grupos.
Gráficamente este modelo puede representarse mediante la modificación de las curvas de oferta y demanda laborales clásicas. En esta representación se considera en el eje de las ordenadas la diferencia salarial entre el grupo discriminado y el resto de los trabajadores {\displaystyle {\Bigl (}{\frac {W_{d}}{W}}{\Bigr )}}, y en el eje de las abscisas se ordena a los empresarios desde el menos discriminador {\displaystyle {\bigl (}d=0{\bigr )}}hasta el más discriminador. Dado que para los empleadores no discriminadores el salario entre ambos grupos debería ser igual, el ratio de las remuneraciones entre grupos es constante en 1. Por ende, la curva de demanda laboral será plana para estos empresarios hasta el último no discriminador, comenzando luego a presentar pendiente negativa a medida que {\displaystyle d}aumenta, y por ende, mayor es la diferencia salarial que el empleador está dispuesto a aceptar. El punto donde se corte la oferta laboral (clásica) del grupo discriminado con esta curva de demanda determinará cuál será el ratio salarial existente entre los dos grupos.
Del modelo anterior se desprenden dos generalizaciones. En primer lugar, modificaciones en la demanda de trabajo genera alteraciones en la ratio salarial entre hombres y mujeres. Por ejemplo, si ocurre una reducción de la discriminación por factores culturales o legales, la curva de demanda prolongaría su tramo horizontal, a la vez que disminuiría la pendiente para los empresarios que cumplan {\displaystyle d>0}. Dada una oferta laboral femenina fija, esto implicará que el punto de equilibrio se dará con diferencias salariales menores, a la vez que el empleo femenino aumentará.
Por otra parte, la posición de la oferta femenina también es un determinante clave en las diferencias salariales. A modo de ejemplo, si dicha oferta se cortase con la demanda en el tramo horizontal de dicha curva, no existiría discriminación salarial en el mercado de trabajo.
Finalmente, algunas precisiones son pertinentes. De este modelo se desprende que los ganadores en el mercado laboral son los hombres, que a igual productividad perciben mayor remuneración que las mujeres. Por otra parte, según este modelo la discriminación puede persistir gracias a la existencia de mercados no perfectamente competitivos. Esto es así debido a que algunos empresarios, aquellos con un factor de discriminación mayor a cero, pagan mayores costos que los no discriminadores. Por esto, los discriminadores cobrarían precios más elevados lo que llevaría a que los no discriminadores se apropiasen de mayores proporciones del mercado. Según Becker la discriminación tendería a desaparecer conforme la competencia del mercado actúe, sin embargo, esto no ocurre, lo que puede explicarse por la existencia de mercados no competitivos.

#### Discriminación estadística
Por otro lado, la teoría de la discriminación estadística plantea que, debido a la asimetría de información, los empleadores tomarán las decisiones de contratación en función de las características medias observables del grupo al que pertenece el futuro empleado, no de las características personales de los individuos. Esto supone una primera diferencia con la teoría anterior, ya que no se discrimina a un grupo en su conjunto, sino a los individuos que efectivamente se alejan de las características medias de dicho grupo.A modo de ejemplo, ante la existencia de una vacante el empresario quiere completarla con el empleado que resulte más productivo, si en sus pre-concepciones (objetivas o subjetivas) entiende que las mujeres jóvenes presentan mayores probabilidades de abandonar el puesto de trabajo por razones de maternidad, preferirá contratar hombres, aunque no todas las mujeres tomen la opción de tener hijos.
El modelo básico es el presentado por Edmund Phelps en “The Statistical Theory of Racism and Sexism”, donde el empleador sólo cuenta con información proveniente de una prueba {\displaystyle y}, que intenta reflejar el valor de la productividad {\displaystyle q}. A su vez existe una perturbación denotada por {\displaystyle u_{i}}.
{\displaystyle y_{i}=q_{i}+u_{i}}
Suponiendo que el empleador también cuenta con información sobre la etnia o el sexo por ejemplo, y que el modelo de calificación {\displaystyle (q_{i})}de los empleados es el siguiente
{\displaystyle q_{i}=\alpha +x_{i}+\eta _{i}}                                                                                                                             con {\displaystyle x_{i}=(-\beta +\epsilon _{i})c_{i}\;\ \beta >0}
donde {\displaystyle c_{i}} es una variable binaria que toma valor igual a uno cuando el empleado pertenece a la minoría que se quiere analizar y cero en otro caso. Aquí {\displaystyle x} representa la contribución de los factores sociales, que se supone de la ecuación anterior que se relacionan con la pertenencia o no a determinados grupos. Las variables aleatorias {\displaystyle \eta _{i}}y {\displaystyle \epsilon _{i}}son normales e independientemente distribuidas con media cero.
Dejando que {\displaystyle z=-\beta c_{i}} y {\displaystyle \lambda _{i}=\eta _{i}+\epsilon _{i}c_{i}}, podemos escribir a {\displaystyle y_{i}}y {\displaystyle q_{i}}como{\displaystyle q_{i}=\alpha +z_{i}+\lambda _{i}}{\displaystyle y_{i}=q_{i}+u_{i}=\alpha +z_{i}+\lambda _{i}+u_{i}}Entonces se puede utilizar la información de la prueba {\displaystyle y_{i}}para predecir el grado de calificación de los posibles empleados en relación con la pertenencia o no al grupo minoritario {\displaystyle c_{i}}, de forma que 
{\displaystyle q_{i}'={Var\lambda _{i} \over Var\lambda _{i}+Var\ u_{i}}.y_{i}'+{Var\ u_{i} \over Var\lambda _{i}+Var\ u_{i}}.z_{i}'+u_{i}}
donde {\displaystyle q_{i}'},{\displaystyle y_{i}'}y {\displaystyle z_{i}'}implican desviaciones respecto a sus medias.
En la medida que el empleador crea que las condiciones sociales de crecer formando parte de una minoría resulten desfavorables, es decir que {\displaystyle z_{i}'<0}, entonces es esperable encontrar una menor predicción de la productividad de los trabajadores con un mismo resultado en la prueba {\displaystyle (y_{i}')}, lo que resultaría en discriminación estadística.
Un modelo alternativo es propuesto por Aigner y Cain. Asumiendo que el trabajo es el único factor de producción, que el output es fijo y que los precios y salarios se determinan de forma exógena, las ganancias de los empresarios {\displaystyle \Pi }son solamente en función del trabajo. Denotando a la productividad como {\displaystyle q}, y suponiendo una función de utilidad de la forma
{\displaystyle U(q)=a-b\exp(-cq)\ \ \ b,c>0}ya que se supone una distribución normal para {\displaystyle q}, {\displaystyle \exp(-cq)}distribuye lognormal, por lo que la esperanza de la utilidad es
{\displaystyle E(U(q|y))=a-b\exp[-cE(q|y)+c^{2}/2Var(q|y)]}Resulta claro ver que la maximización del valor esperado de la utilidad es equivalente a maximizar el logaritmo de dicha función, que a su vez es equivalente a maximizar el término {\displaystyle [E(q|y)-kVar(q|y)]}dónde {\displaystyle k=c/2}. Notando a {\displaystyle R=kVar(q|y)}, lo podemos interpretar como un factor de riesgo.
Un empleador con dicha función de utilidad va a decidir contratar trabajadores del grupo que maximice la productividad esperada {\displaystyle (E(q|y))}, descontando el factor de riesgo {\displaystyle R}. Este riesgo puede estar dado por diferencias en la varianza de la distribución de {\displaystyle q}, {\displaystyle u} o ambas a la vez. A su vez, los costos asociados a la diferencias en la varianza para distintos grupos puede estar asociado a diferencias en el output en trabajos homogéneos o al costo de equivocaciones en la asignación de trabajadores a puestos de trabajos heterogéneos. 
De esta forma, en la medida que el factor de riesgo asociado a determinados grupos sea mayor que en otros, por ejemplo en la forma de una mayor varianza de {\displaystyle q}, estaremos en presencia de discriminación salarial.

#### Modelo de la concentración[7]
El tercer modelo se basa en la segregación ocupacional, que implica la concentración de un determinado grupo (por ejemplo las mujeres) en ciertas ocupaciones. Las razones que puedan llevar a esa concentración son diversas. Una de las teorías justifica la concentración debido a la importancia de los grupos de trabajo en la productividad, suponiendo que por los vínculos que se desarrollan en el lugar de trabajo algunos hombres pueden sentirse incómodos con la presencia de mujeres, lo que disminuiría su productividad. Por ende, para aumentar la productividad y los beneficios los empresarios segregan a los hombres de las mujeres. Por otra parte, otra explicación radica en los prejuicios sobre la productividad de las mujeres, lo que conduce a que empresarios de determinadas ocupaciones no contratarían a este grupo por sus ideas preconcebidas.
La idea es que cuando existen mercados segregados, el total de las mujeres se concentra en un número reducido de ocupaciones. Esta gran concentración de la oferta laboral genera que los salarios sean menores en relación con el de las ocupaciones típicamente masculinas. En ambos casos se supone igual productividad de los grupos, y que el factor trabajo está siendo remunerado de acuerdo a su productividad marginal, simplemente, como las mujeres se concentran en un menor número de ocupaciones, la oferta laboral en dichas ocupaciones es grande en relación con la demanda, lo que genera estipendios inferiores en relación con los hombres.
Si ocurriese un cambio cultural o legal, que generase que las ocupaciones ya no estuviesen segregadas, las mujeres se desplazarían a las ocupaciones típicamente masculinas de mayores remuneraciones. Este aumento de la oferta reduciría los sueldos de dichas ocupaciones a la vez que los aumentaría en las ocupaciones típicamente femeninas (debido a un descenso de la oferta laboral en dichas ocupaciones). Con este cambio las mujeres saldrían como ganadoras y los hombres como perdedores del descenso de la concentración ocupacional. Sin embargo, la economía en su conjunto saldría ganando debido a que se reduciría la pérdida de eficiencia que implica la segregación.